# Atletismo nos Jogos Insulares de 2019
Nos Jogos Insulares de 2019, as competições de atletismo foram realizadas entre os dias 7 e 12 de julho no Lathbury Sports Complex, em Gibraltar.

## Quadro de medalhas
| Pos                 | Equipe              | Ouro | Prata | Bronze | Total |
| 1                   | Ilha de Man         | 9    | 4     | 3      | 16    |
| 2                   | Guernsey            | 6    | 5     | 4      | 15    |
| 3                   | Saaremaa            | 6    | 2     | 0      | 8     |
| 4                   | Jersey              | 4    | 6     | 5      | 15    |
| 5                   | Ilha de Wight       | 3    | 1     | 3      | 7     |
| 6                   | Ilhas Cayman        | 2    | 6     | 3      | 11    |
| 7                   | Shetland            | 2    | 1     | 2      | 5     |
| 8                   | Gibraltar           | 2    | 1     | 1      | 4     |
| 9                   | Åland               | 2    | 0     | 0      | 2     |
| 10                  | Gotland             | 1    | 4     | 3      | 8     |
| 11                  | Minorca             | 1    | 1     | 2      | 4     |
| 12                  | Ilhas Faroé         | 0    | 2     | 6      | 8     |
| 13                  | Orkney              | 0    | 2     | 1      | 3     |
| 14                  | Anglesey            | 0    | 1     | 3      | 4     |
| 15                  | Ilhas Ocidentais    | 0    | 1     | 1      | 2     |
| 16                  | Bermuda             | 0    | 1     | 0      | 1     |
| Totais (16 Equipes) | Totais (16 Equipes) | 38   | 38    | 37     | 113   |

## Resultados[2]

### Masculino
| Evento                           | Ouro                                                                                     | Ouro     | Prata                                                                                               | Prata    | Bronze                                                                                            | Bronze   |
| -------------------------------- | ---------------------------------------------------------------------------------------- | -------- | --------------------------------------------------------------------------------------------------- | -------- | ------------------------------------------------------------------------------------------------- | -------- |
| 100 metros rasos                 | Guernsey Joe Chadwick                                                                    | 10.82    | Ilhas Cayman Jeavhon Jackson                                                                        | 10.94    | Jersey Tyler Johnson                                                                              | 11.01    |
| 200 metros rasos                 | Gibraltar Jessy Franco                                                                   | 22.47    | Guernsey Joe Chadwick                                                                               | 22.72    | Jersey Tyler Johnson                                                                              | 23.08    |
| 400 metros rasos                 | Gibraltar Jessy Franco                                                                   | 48.34    | Ilhas Cayman Sherlock Brooks                                                                        | 49.31    | Shetland Seumas Mackay                                                                            | 49.76    |
| 800 metros rasos                 | Shetland Seumas Mackay                                                                   | 1:53.18  | Ilha de Man David Mullarkey                                                                         | 1:55.71  | Ilhas Cayman Michael Smikle                                                                       | 1:55.71  |
| 1.500 metros rasos               | Ilha de Man David Mullarkey                                                              | 3:55.13  | Jersey Elliott Dorey                                                                                | 3:55.24  | Anglesey Iolo Hughes                                                                              | 3:55.68  |
| 5.000 metros rasos               | Jersey Elliott Dorey                                                                     | 15:24.84 | Gibraltar Harvey Dixon                                                                              | 15:25.56 | Ilha de Wight Daniel Eckersley                                                                    | 15:29.61 |
| 10.000 metros rasos              | Ilha de Man Alan Corlett                                                                 | 32:06.26 | Gotland Daniel Antonsson                                                                            | 32:15.41 | Gotland Fred Grönwall                                                                             | 32:16.13 |
| 110 metros com barreiras         | Jersey Peter Irving                                                                      | 16.08    | Guernsey Toby Glass                                                                                 | 16.34    |                                                                                                   |          |
| 400 metros com barreiras         | Ilha de Wight James Forman                                                               | 52.71    | Guernsey Sam Wallbridge                                                                             | 53.89    | Guernsey Peter Curtis                                                                             | 54.44    |
| 3.000 metros com obstáculos      | Ilha de Wight Daniel Eckersley                                                           | 09:29.12 | Ilha de Man Max Costley                                                                             | 09:43.35 | Guernsey Ed Mason                                                                                 | 09:59.64 |
| Revezamento 4 x 100 metros rasos | Guernsey Joe Chadwick Peter Curtis Tom Druce Joshua Duke Lucas Rive Sam Wallbridge       | 41.91    | Jersey Peter Irving Ross Jeffs Tyler Johnson Benjamin Le Rougetel Charles Livingston Robert Thomas  | 41.99    | Ilhas Cayman Sherlock Brooks Louis Gordon Jeavhon Jackson Carl Morgan Karim Murray Michael Smikle | 42.03    |
| Revezamento 4 x 400 metros rasos | Guernsey Joe Chadwick Peter Curtis Tom Druce Dale Garland Sam Wallbridge / Joseph Yeaman | 3:13.51  | Ilhas Cayman Sherlock Brooks Louis Gordon Jeavhon Jackson Carl Morgan Karim Murray v Michael Smikle | 3:13.77  | Jersey William Brown Sam Dawkins Peter Irving Tyler Johnson Charles Livingston Samuel Maher       | 3:17.99  |
| Salto em altura                  | Ilhas Cayman Louis Gordon                                                                | 2.02 m   | Jersey Benjamin Le Rougetel                                                                         | 1.99 m   | Ilha de Man James Margrave                                                                        | 1.99 m   |
| Salto em distância               | Jersey Ross Jeffs                                                                        | 7.23 m   | Ilhas Cayman Carl Morgan                                                                            | 7.15 m   | Ilhas Cayman Louis Gordon                                                                         | 6.93 m   |
| Salto triplo                     | Ilhas Cayman Carl Morgan                                                                 | 15.33 m  | Jersey Ross Jeffs                                                                                   | 14.32 m  | Gotland Daniel Örevik                                                                             | 14.22 m  |
| Arremesso de peso                | Saaremaa Genro Paas                                                                      | 14.82 m  | Gotland Erik Larsson                                                                                | 13.87 m  | Anglesey Patrick Harris                                                                           | 12.58 m  |
| Lançamento de disco              | Saaremaa Herkki Leemet                                                                   | 40.20 m  | Jersey Nathan Thomas                                                                                | 40.02 m  | Jersey Cameron Campbell                                                                           | 39.60 m  |
| Meia Maratona individual         | Ilha de Man Oliver Lockley                                                               | 1:06:54  | Ilha de Man Alan Corlett                                                                            | 1:07:37  | Gotland Fred Grönwall                                                                             | 1:09:18  |
| Meia maratona em equipe          | Ilha de Man Alan Corlett Max Costley Oliver Lockley                                      | 3        | Gotland Daniel Antonsson Fred Grönwall                                                              | 7        | Gibraltar Harvey Dixon Andrew Gordon Arnold Rogers                                                | 11       |

### Feminino
| Evento                           | Ouro                                                                                                   | Ouro     | Prata                                                                                     | Prata    | Bronze | Bronze   |
| -------------------------------- | --- | -------- | ----------------------------------------------------------------------------------------- | -------- | --- | -------- |
| 100 metros rasos                 | Åland Sara Wiss                                                                                        | 12.83    | Ilhas Cayman Danika Lyn                                                                   | 12.89    | Shetland Katie Dinwoodie | 12.97    |
| 200 metros rasos                 | Shetland Katie Dinwoodie                                                                               | 24.64    | Orkney Taylah Spence                                                                      | 24.65    | Guernsey Abigail Galpin | 24.99    |
| 400 metros rasos                 | Ilha de Man Ashleigh Lachenicht                                                                        | 0:56.02  | Guernsey Eleanor Gallagher                                                                | 0:57.43  | Anglesey Ffion Roberts | 0:58.53  |
| 800 metros rasos                 | Ilha de Man Rachael Franklin                                                                           | 2:09.87  | Ilhas Faroé Rebekka Fuglø                                                                 | 2:13.53  | Guernsey Katie Rowe | 2:15.31  |
| 1.500 metros rasos               | Ilha de Man Rachael Franklin                                                                           | 4:31.06  | Ilhas Faroé Rebekka Fuglø                                                                 | 4:37.75  | Ilha de Wight Mabel Lewis | 4:52.56  |
| 5.000 metros rasos               | Guernsey Sarah Mercier                                                                                 | 17:16.81 | Minorca Marina Olives                                                                     | 17:21.75 | Ilhas Faroé Rebekka Fuglø | 18:30.97 |
| 10.000 metros rasos              | Guernsey Sarah Mercier                                                                                 | 37:47.48 | Guernsey Jenny James                                                                      | 38:20.85 | Ilhas Faroé Sarah Vallin | 40:57.87 |
| 100 metros com barreiras         | Guernsey Rhiannon Dowinton                                                                             | 16.34    | Ilha de Man Hannah Riley                                                                  | 16.76    | Minorca Angela Martí | 17.48    |
| 400 metros com barreiras         | Ilha de Man Aimee Cringle                                                                              | 1:03.58  | Bermuda Shianne Smith                                                                     | 1:04.49  | Minorca Angela Martí | 1:07.74  |
| 3.000 metros com obstáculos      | Minorca Marina Olives                                                                                  | 10:58.28 | Anglesey Ffion Jones                                                                      | 12:56.71 | |          |
| Revezamento 4 x 100 metros rasos | Åland Linn Gustafsson Anni Nylund Adina Renlund Ida-Maria Sjölund Sara Wiss                            | 47.94    | Ilhas Cayman Danielle Bailey Tiffany Cole Aijah Lewis Danika Lyn Pearl Morgan Anissa Owen | 47.99    | Ilha de Man Bethany Carridge Ashleigh Lachenicht Lydia Morris Bethan Pilley Meghan Pilley Hannah Riley                                    | 48.37    |
| Revezamento 4 x 400 metros rasos | Ilha de Man Phoebe Coates Aimee Cringle Rachael Franklin Ashleigh Lachenicht Lydia Morris Hannah Riley | 3:54.01  | Orkney Erika Marwick Sian Smith Taylah Spence Tegan Spence Alice Tait                     | 3:58.34  | Ilhas Faroé Maria Biskopstø Margit Weihe Fríðmundsdóttir Rebekka Fuglø Oddvør Josephsen Alda Sigursdóttir Lamhauge Elisabet Holm Simonsen | 4:02.60  |
| Salto em altura                  | Saaremaa Teele Treiel                                                                                  | 1.74     | Shetland Lucy Holden                                                                      | 1.59     | Ilhas Faroé - Teresa Fríðriksdóttir Bláhamar Orkney - Amy Davis                                                                           | 1.56     |
| Salto em distância               | Saaremaa Kärt Õunapuu                                                                                  | 6.19 m   | Gotland Moa Örevik                                                                        | 5.90 m   | Ilha de Man Bethan Pilley | 5.79 m   |
| Salto triplo                     | Gotland Moa Örevik                                                                                     | 11.44 m  | Ilhas Ocidentais                                                                          | 11.14 m  | Ilhas Ocidentais | 11.10 m  |
| Arremesso de peso                | Saaremaa Linda Kivistik                                                                                | 13.84    | Saaremaa Airike Kapp                                                                      | 11.92    | Ilhas Faroé Lydia Poula Simonsen | 11.18    |
| Lançamento de disco              | Saaremaa Linda Kivistik                                                                                | 41.89 m  | Saaremaa Airike Kapp                                                                      | 40.82 m  | Ilha de Wight Bridget Fryer | 40.58 m  |
| Meia Maratona individual         | Ilha de Wight Charlotte Metcalfe                                                                       | 1:24:15  | Jersey Rebecca Thompson                                                                   | 1:24:38  | Jersey Jessica Troy | 1:25:00  |
| Meia maratona em equipe          | Jersey Rebecca Thompson / Jessica Troy                                                                 | 5        | Ilha de Wight Laura Brackley / Charlotte Metcalfe / Rosanna Sexton                        | 5        | Ilhas Faroé Rigmor Napoleonsdóttir Arge / Sarah Vallin                                                                                    | 14       |